# Bound for Glory 2014
Bound for Glory 2014 è stata la decima edizione dell'omonimo pay-per-view prodotto dalla Total Nonstop Action (TNA), nonché il secondo evento in collaborazione con la federazione di wrestling giapponese della Wrestle-1. L'evento si è svolto il 12 ottobre 2014 alla Korakuen Hall di Tokyo (Giappone).
Questa edizione di Bound for Glory è stata la prima a non presentare alcun match per il TNA World Heavyweight Championship.

## Evento
Nella stessa serata ha avuto luogo la cerimonia per l'inserimento del Team 3D nella TNA Hall of Fame, l'istituzione del wrestling professionistico dedicato ai lottatori che sono ricordati come i migliori nella storia della Total Nonstop Action (TNA).

## Risultati
| # | Match                                                                       | Stipulazioni                                           | Durata |
| - | --------------------------------------------------------------------------- | ------------------------------------------------------ | ------ |
| 1 | Minoru Tanaka ha sconfitto Manik per sottomissione                          | Single match                                           | 9:53   |
| 2 | Ethan Carter III ha sconfitto Ryota Hama                                    | Single match                                           | 5:50   |
| 3 | MVP ha sconfitto Kazma Sakamoto                                             | Single match                                           | 8:07   |
| 4 | Samoa Joe (c) ha sconfitto Low Ki e Kaz Hayashi                             | Triple Threat match per il TNA X Division Championship | 10:32  |
| 5 | Jiro Kuroshio e Yusuke Kodama hanno sconfitto Andy Wu e El Hijo del Pantera | Tag Team match                                         | 9:15   |
| 6 | Team 3D (Bully Ray e Devon) hanno sconfitto Abyss e Tommy Dreamer           | Hardcore Tag Team match                                | 12:53  |
| 7 | Havok (c) ha sconfitto Velvet Sky per sottomissione                         | Single match per il TNA Knockout's Championship        | 6:00   |
| 8 | The Great Muta e Tajiri hanno sconfitto James Storm e Sanada                | Tag Team match                                         | 10:56  |